# Antonio de Acuña
Antonio de Acuña   (El Puerto de Santa María, segle XIX - Després de 1870), o Antonio Acuña, va ser un escultor andalús.
Va néixer a El Puerto de Santa María. Manuel Ossorio el qualifica d'escultor afeccionat. A finals de la segona meitat de segle XIX residia a Madrid, on encara està documentat vers 1870. A l'Exposició Nacional de Belles Arts de 1860, va presentar un retrat en alt relleu fet amb cera. Cossío el considera un escultor taurí, atès que va assolir fama executant models de toreros, picadors i agutzils, totes les persones que intervenen en una cursa de braus. Ossorio cita altres obres: dos bustos d'Alfons XII, un mentre era príncep d'Astúries i l'altre com a rei, vestit de capità general; un retrat eqüestre del mateix rei, que va ser propietat del duc de Santoña, Grup de cavalls anglesos i espanyols, Arbres i gossos, Un caçador anglès a cavall i Un caçador espanyol a cavall, i algunes vinculades a la tauromàquia: Picador a cavall, L'agutzil rep a la plaça la clau del toril. El 1876 la Reial Acadèmia de Belles Arts de Sant Ferran va emetre un informe favorable per adquirir un relleu seu titulat Una escena andalusa.
Té un carrer dedicat a El Puerto de Santa Maria.